# Jahlil Okafor
Pour les articles homonymes, voir Okafor.
Jahlil Obika Okafor (prononcé [ˈdʒɑː liːl]), né le 15 décembre 1995 à Fort Smith dans l'Arkansas aux États-Unis, est un joueur américano-nigérian de basket-ball mesurant 2,08 m et évoluant au poste de pivot.
Il remporte le championnat NCAA 2015 avec son équipe universitaire des Blue Devils de Duke.

## Biographie

### Carrière lycéenne
Il passe quatre années au lycée Whitney Young à Chicago dans l'Illinois.
Il est nommé meilleur basketteur lycéen au niveau national par McDonalds, USA Today et Parade.

### Carrière universitaire
En 2014, Okafor choisit d'aller jouer pour les Blue Devils de Duke.
Son équipe termine la saison championne de NCAA et il est désigné meilleur freshman (joueur dans sa première année) de la saison. Il est également nommé dans le premier cinq de la saison.
Le 9 avril 2015, il annonce sa candidature pour la draft 2015 de la NBA.

### Carrière professionnelle

#### Début de carrière aux Sixers (2015-2017)
Le 25 juin 2015, il est sélectionné à la 3e position de la draft 2015 de la NBA, par les 76ers de Philadelphie. Le 7 juillet 2015, il signe son premier contrat professionnel avec les Sixers. Pour son premier match NBA en saison régulière, il marque 26 points contre les Celtics de Boston le 28 octobre. Tout au long des mois de novembre et décembre, il réalise de bonnes performances avec plusieurs matchs à plus de 20 points et d'autres en double-double (principalement aux points et aux rebonds). Le 21 février 2016, il marque 31 points dont 18 au premier quart-temps contre les Mavericks de Dallas. Lors de la saison 2016-2017, il est remplacé dans le 5 majeur par Joel Embiid et voit son temps de jeu réduit.
La saison suivante, ne rentrant plus dans les plans de Brett Brown, il ne joue quasiment plus (que deux matches depuis le début de la saison). Les Sixers souhaitent le transférer mais n'arrivent pas à trouver preneur et ils refusent un buy-out, c'est-à-dire de le libérer sans aucune contrepartie.

#### Passage à Brooklyn
Le 7 décembre 2017, il est finalement transféré vers les Nets de Brooklyn en compagnie de Nik Stauskas contre Trevor Booker. Mais il est toujours remplaçant ; il ne parvient pas à trouver un temps de jeu important. Selon son entraîneur, Kenny Atkinson, son intégration dans les systèmes de jeu prend du temps. Il participe au total à 26 matchs et joue en moyenne 13 minutes par rencontre.

#### Aux Pelicans
Durant l'été, il travaille pour perdre du poids et améliorer sa mobilité. En août 2018, agent libre très peu courtisé, il participe aux training camps de plusieurs équipes. Il s'engage avec les Pelicans de La Nouvelle-Orléans. Son contrat n'est que partiellement garanti pour la saison 2018-2019. Lors du premier match de présaison contre les Bulls de Chicago (le 30/09/2018), il marque 8 points à 4/7 au tir, prend 7 rebonds et fait 2 contres en 17 minutes. Il se blesse à la cheville à vingt secondes de la fin du match et souffre d'une entorse de la cheville. Bien qu'indisponible pour les prochains matches de présaison, il est conservé au sein de l'effectif pour la saison.

#### Pistons de Détroit
À l'intersaison 2020, il signe deux ans avec les Pistons de Détroit.

#### Nets de Brooklyn
Début septembre 2021, Jahlil Okafor est transféré vers les Nets de Brooklyn avec Sekou Doumbouya contre DeAndre Jordan. Il est licencié le 9 septembre 2021.
Le 16 septembre 2021, il signe un contrat non garanti avec les Hawks d'Atlanta. En octobre, Okafor n'est pas conservé pour la saison régulière.

#### Passage en Chine, en NBA Gatorade League, en Europe et retour en Chine
En janvier 2022, il s'engage avec les Zhejiang Lions dans le championnat chinois. Il joue ensuite en NBA Gatorade League avec l'équipe mexicaine des Capitanes de Mexico.
Le 17 juillet 2023, il rejoint l'Europe et signe avec le Basket Saragosse dans le championnat espagnol.
Dès novembre 2023, Okafor quitte l'Espagne après 11 rencontres jouées et retourne aux Zhejiang Lions.
En février 2025, Okafor joue une rencontre avec les Pacers de l'Indiana. En 3 minutes, il ne marque aucun point.

### Carrière internationale
En 2012, Okafor participe au championnat du monde des 17 ans et moins avec l'équipe des États-Unis. Les États-Unis remportent la compétition et Okafor en est nommé meilleur joueur. Il fait partie de l'équipe-type avec son coéquipier Justise Winslow, l'Australien Dante Exum, l'Argentin Gabriel Deck et le Croate Mario Hezonja.
Okafor participe au championnat du monde des 19 ans et moins en 2013. Okafor est nommé dans l'équipe-type de la compétition avec son compatriote, le MVP Aaron Gordon, Dante Exum, le Croate Dario Šarić et le Serbe Vasilije Micić.

## Palmarès
- Champion NCAA (2015)
- Consensus first-team All-American (2015)
- USBWA National Freshman of the Year (2015)
- ACC Player of the Year (2015)
- Pete Newell Big Man Award (2015)
- McDonald's All-American Game co-MVP (2014)
- Jordan Brand Classic co-MVP (2014)
- All-Americans (Jordan, MaxPreps, McDs, Parade, USAT) (2014)
- Nike Hoop Summit (2014)
- National Player of the Year (McDs, Parade, USAT) (2014)
- IHSA Class 4A state champion (2014)
- Illinois Mr. Basketball (2014)
- Chicago Public League champion (2013)
- Chicago Sun-Times Player of the Year (2013)
- First team All-American (HighSchoolHardwood.com, USAT) (2013)
- HighSchoolHardwood.com National Junior of the Year (2013)
- FIBA Under-17 World Championship MVP (2012)
- All-State 2nd-team: Chicago Tribune (2012)
- Class 4A All-State (1st-team: Chicago Sun-Times; 2nd-team: Associated Press) (2012)

## Statistiques

### Universitaires
Les statistiques de Jahlil Okafor en matchs universitaires sont les suivantes :
| Saison    | Équipe   | Matchs | Titul. | Min./m | % Tir | % 3pts | % LF | Rbds/m. | Pass/m. | Int/m. | Ctr/m. | Pts/m. |
| --------- | -------- | ------ | ------ | ------ | ----- | ------ | ---- | ------- | ------- | ------ | ------ | ------ |
| 2014-2015 | Duke     | 38     | 38     | 30,1   | 66,4  | 0,0    | 51,0 | 8,47    | 1,29    | 0,76   | 1,42   | 17,29  |
| Carrière  | Carrière | 38     | 38     | 30,1   | 66,4  | 0,0    | 51,0 | 8,47    | 1,29    | 0,76   | 1,42   | 17,29  |

### Professionnelles
| Saison    | Équipe              | Matchs | Titul. | Min./m | % Tir | % 3pts | % LF | Rbds/m. | Pass/m. | Int/m. | Ctr/m. | Pts/m. |
| --------- | ------------------- | ------ | ------ | ------ | ----- | ------ | ---- | ------- | ------- | ------ | ------ | ------ |
| 2015-2016 | Philadelphie        | 53     | 48     | 30,0   | 50,8  | 16,7   | 68,6 | 7,04    | 1,23    | 0,42   | 1,15   | 17,51  |
| 2016-2017 | Philadelphie        | 50     | 33     | 22,7   | 51,4  | 00,0   | 67,1 | 4,80    | 1,16    | 0,40   | 0,98   | 11,80  |
| 2017-2018 | Philadelphie        | 2      | 0      | 12,5   | 44,4  | 00,0   | 50,0 | 4,50    | 0,50    | 0,00   | 1,00   | 5,00   |
| 2017-2018 | Brooklyn            | 26     | 0      | 12,6   | 56,6  | 25,0   | 76,0 | 2,92    | 0,42    | 0,12   | 0,62   | 6,38   |
| 2018-2019 | La Nouvelle-Orléans | 59     | 24     | 15,8   | 58,6  | 20,0   | 66,3 | 4,71    | 0,68    | 0,25   | 0,68   | 8,20   |
| 2019-2020 | La Nouvelle-Orléans | 30     | 9      | 15,6   | 62,3  | 33,3   | 64,5 | 4,25    | 1,29    | 0,25   | 0,68   | 8,10   |
| 2020-2021 | Détroit             | 27     | 2      | 12,9   | 61,8  | 22,2   | 70,8 | 2,40    | 0,50    | 0,20   | 0,20   | 5,40   |
| Carrière  | Carrière            | 247    | 116    | 19,5   | 54,2  | 22,2   | 67,6 | 4,70    | 0,97    | 0,31   | 0,86   | 10,40  |

Mise à jour le 23 septembre 2021

## Records sur une rencontre en NBA
Les records personnels de Jahlil Okafor en NBA sont les suivants, :
| Type de statistique        | Saison régulière | Saison régulière          | Saison régulière |
| Type de statistique        | Record           | Adversaire                | Date             |
| -------------------------- | ---------------- | ------------------------- | ---------------- |
| Points                     | 31               | @ Mavericks de Dallas     | 21 février 2016  |
| Paniers marqués            | 15               | Warriors de Golden State  | 9 avril 2019     |
| Paniers tentés             | 25               | 2 fois                    | 2 fois           |
| Paniers à 3 points réussis | 1                | 4 fois                    | 4 fois           |
| Paniers à 3 points tentés  | 2                | @ Raptors de Toronto      | 15 décembre 2017 |
| Lancers francs réussis     | 10               | 2 fois                    | 2 fois           |
| Lancers francs tentés      | 13               | Nuggets de Denver         | 31 octobre 2019  |
| Rebonds offensifs          | 7                | Nets de Brooklyn          | 6 février 2016   |
| Rebonds défensifs          | 11               | 3 fois                    | 3 fois           |
| Rebonds totaux             | 17               | Nets de Brooklyn          | 6 février 2016   |
| Passes décisives           | 6                | @ Bucks de Milwaukee      | 11 décembre 2019 |
| Interceptions              | 3                | @ Clippers de Los Angeles | 11 mars 2017     |
| Contres                    | 6                | Pistons de Détroit        | 23 janvier 2019  |
| Balles perdues             | 8                | @ Celtics de Boston       | 28 octobre 2015  |
| Minutes jouées             | 39               | @ Spurs de San Antonio    | 14 novembre 2015 |

- Double-double : 21
- Triple-double : 0

Dernière mise à jour : 16 novembre 2020

## Vie privée
Sa mère, Dacresha Lanett Benton, est décédée lorsqu'il avait neuf ans.
Il a une grande sœur, Jalen et deux petits frères, Jamonte et Ashondre. Son oncle travaille à la police de Rosemont en Illinois.
Jahlil est un cousin éloigné d'Emeka Okafor, lui aussi joueur professionnel de basket-ball.